# Levantamento de peso nos Jogos Pan-Americanos de 1999
As competições de levantamento de peso nos Jogos Pan-Americanos de 1999 foram realizadas em Winnipeg, Canadá. Esta foi a décima terceira edição do esporte nos Jogos Pan-Americanos. Foi a primeira edição com eventos femininos de levantamento de peso.

## Masculino

### Até 56 kg
| Posição           | Nome                          | Peso (kg) | Arranque (kg) | Arremesso (kg) | Total (kg) |
| ----------------- | ----------------------------- | --------- | ------------- | -------------- | ---------- |
| Medalha de ouro   | Sergio Álvarez Boulet (CUB)   | 55,96     | 115           | 150            | 265        |
| Medalha de prata  | Nelson Castro Velásquez (COL) | 55,73     | 112,5         | 142,5          | 255        |
| Medalha de bronze | Juan Fernández (COL)          | 55,94     | 110           | 142,5          | 252,5      |
| 4                 | Luis Medrano (GUA)            | 55,71     | 115           | 135            | 250        |
| 5                 | Franklin Liquinchana (ECU)    | 55,92     | 105           | 142,5          | 247,5      |
| 6                 | Alexis Nahuelquen (CHI)       | 55,77     | 110           | 135            | 245        |
| 7                 | Wilfredo García (ESA)         | 55,58     | 100           | 120            | 220        |
| 8                 | Manuel Romo (MEX)             | 54,25     | 90            | 120            | 210        |

### Até 62 kg
| Posição           | Nome                   | Peso (kg) | Arranque (kg) | Arremesso (kg) | Total (kg) |
| ----------------- | ---------------------- | --------- | ------------- | -------------- | ---------- |
| Medalha de ouro   | William Vargas (CUB)   | 58,19     | 130           | 155            | 285        |
| Medalha de prata  | Roger Berrio (COL)     | 61,94     | 127,5         | 150            | 277,5      |
| Medalha de bronze | Marvin Jiménez (GUA)   | 60,94     | 117,5         | 152,5          | 270        |
| 4                 | Legrand Sakamaki (USA) | 61,84     | 115           | 147,5          | 262,5      |
| 5                 | Amilcar Pernía (VEN)   | 61,55     | 115           | 145            | 260        |
| –                 | Marco Culcay (ECU)     | 61,43     | 110           | –              | 0          |

### Até 69 kg
| Posição           | Nome                    | Peso (kg) | Arranque (kg) | Arremesso (kg) | Total (kg) |
| ----------------- | ----------------------- | --------- | ------------- | -------------- | ---------- |
| Medalha de ouro   | Jonny González (COL)    | 68,27     | 137,5         | 177,5          | 315        |
| Medalha de prata  | Heriberto Barbosa (COL) | 68,63     | 140           | 175            | 315        |
| Medalha de bronze | Alexis Batista (PAN)    | 67,80     | 137,5         | 175            | 312,5      |
| 4                 | Sébastien Groulx (CAN)  | 68,00     | 130           | 162,5          | 292,5      |
| 5                 | Henry Blanco (VEN)      | 68,63     | 125           | 165            | 290        |
| 6                 | Jesús Caceres (ESA)     | 68,74     | 127,5         | 160            | 287,5      |
| 7                 | René Vallejo (ECU)      | 68,18     | 127,5         | 152,5          | 280        |
| 8                 | Adeilson Santos (BRA)   | 68,81     | 110           | 132,5          | 242,5      |

### Até 77 kg
| Posição           | Nome                    | Peso (kg) | Arranque (kg) | Arremesso (kg) | Total (kg) |
| ----------------- | ----------------------- | --------- | ------------- | -------------- | ---------- |
| Medalha de ouro   | Idalberto Aranda (CUB)  | 76,55     | 150           | 205,5 WR       | 355        |
| Medalha de prata  | Walter Llerena (ECU)    | 76,78     | 150           | 182,5          | 332,5      |
| Medalha de bronze | Oscar Chaplin III (USA) | 76,95     | 150           | 182,5          | 332,5      |
| 4                 | Carlos Sauri (PUR)      | 76,91     | 140           | 165            | 305        |
| 5                 | Marcelo Gandolfo (ARG)  | 76,25     | 130           | 170            | 300        |
| 6                 | Guy Hamilton (CAN)      | 76,86     | 132,5         | 167,5          | 300        |
| 7                 | Edward Silva (URU)      | 76,22     | 122,5         | 145            | 267,5      |
| –                 | Luis Urriche (CHI)      | 76,18     | 127,5         | 152,5          | 0          |

### Até 85 kg
| Posição           | Nome                  | Peso (kg) | Arranque (kg) | Arremesso (kg) | Total (kg) |
| ----------------- | --------------------- | --------- | ------------- | -------------- | ---------- |
| Medalha de ouro   | Álvaro Velasco (COL)  | 83,92     | 162,5         | 190            | 352,5      |
| Medalha de prata  | José Llerena (ECU)    | 837       | 147,5         | 192,5          | 340        |
| Medalha de bronze | Tim McRae (USA)       | 83,23     | 155           | 185            | 340        |
| 4                 | Corey Barrett (USA)   | 84,72     | 145           | 182,5          | 327,5      |
| 5                 | Henrry Coy (GUA)      | 83,29     | 132,5         | 170            | 302,5      |
| 6                 | Reynaldo Vélez (PUR)  | 84,93     | 130           | 170            | 300        |
| 7                 | Sergio Lafuente (URU) | 84,17     | 120           | 160            | 280        |
| 8                 | Isnardo Faro (ARU)    | 84,68     | 120           | 155            | 275        |
| –                 | Joël McKenzie (CUB)   | 84,55     | 155           | –              | 0          |
| –                 | José Barros (ARG)     | 84,06     | 140           | –              | 0          |

### Até 94 kg
| Posição           | Nome                   | Peso (kg) | Arranque (kg) | Arremesso (kg) | Total (kg) |
| ----------------- | ---------------------- | --------- | ------------- | -------------- | ---------- |
| Medalha de ouro   | Carlos Hernández (CUB) | 92,14     | 175           | 207,5          | 382,5      |
| Medalha de prata  | Darío Lecman (ARG)     | 92,92     | 175           | 205            | 380        |
| Medalha de bronze | Julio César Luña (VEN) | 93,62     | 165           | 195            | 360        |
| 4                 | Peter Kelley (USA)     | 93,86     | 150           | 180            | 330        |
| 5                 | Javier Otoya (ECU)     | 89,64     | 140           | 180            | 320        |
| 6                 | Carlos Holguín (DOM)   | 93,13     | 140           | 170            | 310        |

### Até 105 kg
| Posição           | Nome                  | Peso (kg) | Arranque (kg) | Arremesso (kg) | Total (kg) |
| ----------------- | --------------------- | --------- | ------------- | -------------- | ---------- |
| Medalha de ouro   | Boris Burov (ECU)     | 101,52    | 182,5         | 215            | 397,5      |
| Medalha de prata  | Michel Batista (CUB)  | 94,86     | 177,5         | 210            | 387,5      |
| Medalha de bronze | Wes Barnett (USA)     | 104,91    | 170           | 210            | 380        |
| 4                 | Akos Sandor (CAN)     | 104,32    | 167,5         | 195            | 362,5      |
| 5                 | Joel Lackey (USA)     | 104,70    | 157,5         | 185            | 342,5      |
| 6                 | Edmilson Dantas (BRA) | 104,71    | 155           | 185            | 340        |
| 7                 | Rodrigo Narvaez (NCA) | 103,81    | 130           | 170            | 300        |
| 8                 | Carl Henriquez (ARU)  | 104,22    | 130           | 157,5          | 287,5      |
| –                 | Frank Cepeda (DOM)    | 104,39    | 157,5         | 185            | 0          |

### Mais de 105 kg
| Posição           | Nome                     | Peso (kg) | Arranque (kg) | Arremesso (kg) | Total (kg) |
| ----------------- | ------------------------ | --------- | ------------- | -------------- | ---------- |
| Medalha de ouro   | Shane Hamman (USA)       | 159,61    | 175           | 207,5          | 382,5      |
| Medalha de prata  | Cristián Escalante (CHI) | 117,71    | 177,5         | 202,5          | 380        |
| Medalha de bronze | Modesto Sanchez (CUB)    | 129,21    | 165           | 207,5          | 372,5      |
| 4                 | Edries Gonzalez (PUR)    | 109,04    | 165           | 205            | 370        |
| 5                 | Plaiter Reyes (DOM)      | 132,23    | 162,5         | 207,5          | 370        |
| 6                 | Hidelgar Morillo (VEN)   | 114,58    | 160           | 195            | 355        |
| 7                 | Roque Reinoso (DOM)      | 134,93    | 150           | 192,5          | 342,5      |

## Feminino

### Até 48 kg
| Posição           | Nome                         | Peso (kg) | Arranque (kg) | Arremesso (kg) | Total (kg) |
| ----------------- | ---------------------------- | --------- | ------------- | -------------- | ---------- |
| Medalha de ouro   | Tara Nott (USA)              | 47,95     | 77,5          | 100            | 177,5      |
| Medalha de prata  | Leddy Zuluaga (COL)          | 45,60     | 67,5          | 85             | 152,5      |
| Medalha de bronze | Guillermina Candelario (DOM) | 46,26     | 65            | 80             | 145        |
| 4                 | Elohim Gracía (MEX)          | 47,59     | 60            | 75             | 135        |
| 5                 | Olvina Gómez (GUA)           | 47,53     | 55            | 75             | 130        |
| 6                 | Indira Berrios (HON)         | 45,30     | 55            | 70             | 125        |
| –                 | Remigia Arcila (VEN)         | 47,29     | 70            | 95             | 0          |
| –                 | Wendy Santana (DOM)          | 47,20     | 67,5          | 87,5           | 0          |

### Até 53 kg
| Posição           | Nome                    | Peso (kg) | Arranque (kg) | Arremesso (kg) | Total (kg) |
| ----------------- | ----------------------- | --------- | ------------- | -------------- | ---------- |
| Medalha de ouro   | Robin Goad (USA)        | 52,42     | 85            | 102,5          | 187,5      |
| Medalha de prata  | Nancy Maneiro (VEN)     | 52,00     | 77,5          | 97,5           | 175        |
| Medalha de bronze | Luz Gallego (COL)       | 52,68     | 72,5          | 95             | 167,5      |
| 4                 | Viviana Muñoz (COL)     | 52,39     | 70            | 92,5           | 162,5      |
| 5                 | Sandra Rosas (ECU)      | 52,41     | 72,5          | 85             | 157,5      |
| 6                 | Fabiana Fernández (ARG) | 52,89     | 62,5          | 82,5           | 145        |
| 7                 | Maria Jorge (BRA)       | 52,42     | 60            | 80             | 140        |
| –                 | Melanie Kosoff (USA)    | 52,90     | 75            | 102,5          | 0          |

### Até 58 kg
| Posição           | Nome                  | Peso (kg) | Arranque (kg) | Arremesso (kg) | Total (kg) |
| ----------------- | --------------------- | --------- | ------------- | -------------- | ---------- |
| Medalha de ouro   | Maryse Turcotte (CAN) | 57,56     | 87,5          | 112,5          | 200        |
| Medalha de prata  | Nancy Niro (CAN)      | 57,92     | 87,5          | 105            | 192,5      |
| Medalha de bronze | Soraya Jiménez (MEX)  | 57,19     | 85            | 105            | 190        |
| 4                 | Ruth Rivera (PUR)     | 57,56     | 67,5          | 95             | 162,5      |
| 5                 | Patricia Sosa (ESA)   | 57,41     | 67,5          | 92,5           | 160        |
| –                 | Liliana García (VEN)  | 57,32     | 80            | 105            | 0          |

### Até 63 kg
| Posição           | Nome                  | Peso (kg) | Arranque (kg) | Arremesso (kg) | Total (kg) |
| ----------------- | --------------------- | --------- | ------------- | -------------- | ---------- |
| Medalha de ouro   | Meil McGerrigle (CAN) | 61,62     | 85            | 110            | 195        |
| Medalha de prata  | Alejandra Perea (COL) | 60,10     | 82,5          | 105            | 187,5      |
| Medalha de bronze | Sención Quezada (DOM) | 61,77     | 80            | 102,5          | 182,5      |
| 4                 | Gretty Lugo (VEN)     | 60,28     | 80            | 100            | 180        |
| 5                 | Jennifer López (PUR)  | 61,41     | 72,5          | 95             | 167,5      |
| 6                 | Elsa Caldera (NCA)    | 59,82     | 67,5          | 90             | 157,5      |
| –                 | Noemi Rivera (PUR)    | 62,99     | 80            | 100            | 0          |

### Até 69 kg
| Posição           | Nome                   | Peso (kg) | Arranque (kg) | Arremesso (kg) | Total (kg) |
| ----------------- | ---------------------- | --------- | ------------- | -------------- | ---------- |
| Medalha de ouro   | Lea Foreman (USA)      | 68,75     | 100           | 115            | 215        |
| Medalha de prata  | Miosotis Heredia (DOM) | 68,24     | 95            | 110            | 205        |
| Medalha de bronze | Eva María Dimas (ESA)  | 67,71     | 92,5          | 107,5          | 200        |
| 4                 | Khadijah Hunter (USA)  | 68,98     | 90            | 110            | 200        |
| 5                 | Julie Malenfant (CAN)  | 66,65     | 90            | 105            | 195        |
| 6                 | Carmen Pérez (VEN)     | 67,83     | 82,5          | 105            | 187,5      |
| 7                 | Iris de Moscoso (GUA)  | 68,81     | 72,5          | 92,5           | 165        |
| 8                 | Nelly Betanco (NCA)    | 67,21     | 60            | 80             | 140        |
| –                 | Raquel Rombley (DOM)   | 68,88     | 85            | 112,5          | –          |

### Até 75 kg
| Posição           | Nome                    | Peso (kg) | Arranque (kg) | Arremesso (kg) | Total (kg) |
| ----------------- | ----------------------- | --------- | ------------- | -------------- | ---------- |
| Medalha de ouro   | Wanda Rijo (DOM)        | 73,68     | 100           | 120            | 220        |
| Medalha de prata  | Cara Heads (USA)        | 73,26     | 97,5          | 120            | 217,5      |
| Medalha de bronze | Jean Lassen (CAN)       | 73,73     | 92,5          | 117,5          | 210        |
| 4                 | Theresa Brick (CAN)     | 74,80     | 95            | 115            | 210        |
| 5                 | Mayra Martínez (VEN)    | 73,60     | 87,5          | 112,5          | 200        |
| 6                 | María Ruiz Obando (NCA) | 73,28     | 75            | 107,5          | 182,5      |
| 7                 | Nelly Rivera (DOM)      | 69,73     | 70            | 82,5           | 152,5      |

### Mais de 75 kg
| Posição           | Nome                       | Peso (kg) | Arranque (kg) | Arremesso (kg) | Total (kg) |
| ----------------- | -------------------------- | --------- | ------------- | -------------- | ---------- |
| Medalha de ouro   | Cheryl Haworth (USA)       | 136,16    | 117,5         | 135            | 252,5      |
| Medalha de prata  | María Isabel Urrutia (COL) | 89,06     | 107,5         | 140            | 247,5      |
| Medalha de bronze | Carmenza Delgado (COL)     | 88,61     | 110           | 135            | 245        |
| 4                 | Nelly Acosta (PUR)         | 87,50     | 95            | 105            | 200        |
| 5                 | Suzanne Dandenault (CAN)   | 101,43    | 85            | 112,5          | 197,5      |

## Quadro de medalhas
| Posição | Nação                    | Ouro | Prata | Bronze | Total |
| 1       | USA Estados Unidos       | 5    | 1     | 3      | 9     |
| 2       | CUB Cuba                 | 5    | 1     | 1      | 7     |
| 3       | CAN Canadá               | 2    | 2     | 0      | 4     |
| 4       | COL Colômbia             | 1    | 6     | 4      | 11    |
| 5       | ECU Equador              | 1    | 2     | 0      | 3     |
| 6       | DOM República Dominicana | 1    | 1     | 2      | 4     |
| 7       | VEN Venezuela            | 0    | 1     | 1      | 2     |
| 8       | ARG Argentina            | 0    | 1     | 0      | 1     |
| 9       | CHI Chile                | 0    | 1     | 0      | 1     |
| 10      | ESA El Salvador          | 0    | 0     | 1      | 1     |
| 10      | GUA Guatemala            | 0    | 0     | 1      | 1     |
| 10      | MEX México               | 0    | 0     | 1      | 1     |